# Lexiarc
El lexiarc (grec antic: ληξίαρχος) era el nom de cadascun dels sis magistrats que a l'antiga Grècia s'encarregava d'inscriure als ciutadans al registre electoral.
Havien de vetllar perquè no poguessin participar les persones no autoritzades a l'assemblea popular o ekklesia i que els que tenien dret a vot hi assistissin i complissin el seu deure cívic.